# Sobre ascuas
Sobre ascuas (título original: Fugitive Family) es un telefilme estadounidense de drama de 1980, dirigido por Paul Krasny, escrito por James G. Hirsch y Tony Kayden, musicalizado por Morton Stevens, en la fotografía estuvo Robert B. Hauser y los protagonistas son Richard Crenna, Diane Baker y Don Murray, entre otros. Este largometraje fue producido por Aubrey/Hamner Productions y se estrenó el 1 de octubre de 1980.

## Sinopsis
Brian Roberts aparenta ser un empresario exitoso, con una mujer encantadora y dos hijos que viven en la casa ideal. Pero, en realidad, estuvo trabajando encubierto para el Departamento de Justicia para capturar a un líder mafioso. Cuando lo descubren, tiene que decirle a su familia la verdad sobre su trabajo, y encima ahora están en peligro. Entonces, se ven forzados a entrar en el Programa de Reubicación de Testigos. Aunque, esta situación no finaliza ahí, porque los gánsteres no van a dejarlos huir de “su justicia”.